# Roland Gwynne
Roland Gwynne (ur. 16 maja 1882 – zm. 15 listopada 1971) – brytyjski burmistrz miasta Eastbourne od 1928 do 1931 roku oraz brat Ruperta Gwynne, członka parlamentu dla Eastbourne (od 1910 do 1924 roku).
Gwynne był bliskim przyjacielem, pacjentem i prawdopodobnie kochankiem Johna Bodkina Adamsa (lekarz podejrzewany o zabicie 163 pacjentów z pomocą trucizny). Kiedy Gwynne zmarł 15 października 1971 roku, Adams podpisał jego akt zgonu.

## Dzieciństwo
Ojciec Gwynne'a zbił fortunę w biznesie inżynieryjnym w XIX wieku i z tych dochodów wykupił parę posiadłości w Susseksie. Matka Gwynne'a, May, miała 41 lat kiedy się urodził. Był ostatnim z dziewięciorga dzieci (dwójka z nich zmarła). Do wieku 13 lat ubierany był przez matkę jak dziewczynka w sukienki, kokardki, naszyjniki, z lokami na głowie. Zanim został posłany do Trinity Hall na Uniwersytecie Cambridge, uczył się prywatnie.
Znana klawesynistka Violet Gordon-Woodhouse to jedna z jego sióstr. Rupert, jeden z braci, był członkiem Parlamentu dla Eastbourne od 1910 do 1924; jego córka, Elizabeth David, była sławną pisarką kulinarną.

## Kariera
Po ukończeniu studiów pełnił w sądzie honorowy urząd – Judge's Marshall. 2 kwietnia 1904 roku został podporucznikiem w Sussex Yeomanry a potem 1 kwietnia 1908 roku – porucznikiem. W 1904 Gwynne pomagał Viscountowi Turnourowi w jego pierwszej kampanii wyborczej w okręgu Horsham, gdzie Turour pozostał przez następne 47 lat. W 1910 roku Gwynne odebrał praktyki w Inner Temple (Londyńskim college'u prawnym). Podczas stażu uczył się o sprawach rozwodowych.
Kiedy Gwynne miał 32 lata wybuchła I wojna światowa. "Przyjaciel rodziny" wysłał mu białe pióro, symbol tchórzostwa. We wrześniu 1916 Gwynne rozpoczął czynną służbę, w 1917 we Flandrii otrzymał Order Wybitnej Służby i ku wielkiemu zaskoczeniu rodziny, wstąpił do królewskiego pułku. Był postrzelony dwa razy, co spowodowało, że kulał do końca życia.
8 kwietnia 1921 został mianowany zastępcą porucznika w Susseksie. W 1922 zmarła jego matka, pozostawiając większość majątku Gwynne'owi z powodu rodzinnych nieporozumień. W tym samym roku Gwynne kandydował do Partii Konserwatywnej miasta Lewes, East Sussex, ale wycofał się, kiedy jego brat, Neville, zasugerował komisji, że Gwynne jest homoseksualistą (w tamtym czasie Noel Pemberton Billing prowadził "polowanie" na homoseksualistów). Tego samego roku do Eastbourne przyjechał John Bodkin Adams.
W 1924 zmarł Rupert, zaraz po tym jak został wybrany na ponowną kadencję w parlamencie. Gwynne odziedziczył jego posiadłość, będąc ustatkowanym Wyższym Szeryfem Susseksu w latach 1926 – 1927, a potem burmistrzem Eastbourne w 1928Będąc burmistrzem, w 1929 kupił 4,000 akrów ziemi otaczającej Beachy Head, aby zapobiec rozbudowie, ta inwestycja kosztowała miasto 100,000 funtów.
Jego kadencja jako burmistrz skończyła się w 1931, a 9 listopada tego samego roku nadano mu, jako ósmej osobie w historii, tytuł Honorary Freeman of Eastbourne za jego zasługi dla gminy. Pozostał w lokalnej polityce jako przewodniczący East Sussex Country Council od 1937 do 1940 roku.
Gwynne miał ciągłe kłopoty finansowe, spowodowane z jednej strony ekstrawaganckim stylem życia (znany był z organizowania hucznych przyjęć w Folkington Manor, w których uczestniczyli, między innymi, Freeman Freeman-Thomas i pisarz Rudyard Kipling), a z drugiej strony jego życiem erotycznym, które czyniło go ofiarą szyderstw. Poza tym, jego kamerdyner, Wilde, był uważany za jedną z tych osób, które wyłudzały od Gwynne'a pieniądze. Po śmierci Gwynne'a pośród jego papierów znaleziono wiele listów miłosnych od różnych lokalnych dżokejów.
Podczas II wojny światowej Gwynne popadł w alkoholizm.
W 1947, obarczony długami, zmuszony był do wynajęcia Folkington i przeniesienia się do mniejszego Wootton Manor.

## Sprawa Adamsa
Gwynne nigdy się nie ożenił, był za to bliskim przyjacielem Johna Bodkina Adamsa, lekarza prowadzącego praktyki, z którym wyjeżdżał na częste strzeleckie wakacje do Szkocji i Irlandii. Ponadto, Gwynne odwiedzał Adamsa każdego dnia o 9 rano. Historyczka Pamela Cullen podejrzewa, że byli oni kochankami.
W 1956 Adams, podejrzany o zabójstwo dwóch swoich pacjentów, został aresztowany. Gwynne był przewodniczącym Magistratu w Lewes, East Sussex, i musiał się wycofać z powodu konfliktu interesów. Podczas procesu, Gwynne był widziany z Lord Chief Justice (głównym sędzią), Raynerem Goddardem, oraz z byłym pełnomocnikiem generalnym, Hartleyem Shawcrossem, w hotelu w mieście Lewes. Goddard w tym czasie wyznaczył już sędziego dla sprawy Adamsa, miał nim być Patrick Devlin. Następnie, podczas procesu, kiedy ława przysięgłych dyskutowała na temat werdyktu w sprawie pierwszego morderstwa, Goddard zadzwonił do Devlina, aby go namawiać do zwolnienia Adamsa za kaucją do czasu procesu w sprawie kolejnego morderstwa. Devlin był zaskoczony, ponieważ nigdy wcześniej w historii brytyjskiego sądownictwa osoba oskarżona o zabójstwo nie została zwolniona za opłatą kaucji. Po ich spotkaniu w hotelu Gwynne, jadąc do domu, rozbił samochód. Nie był pod wpływem alkoholu.
Miesiąc po sprawie Adamsa, 10 maja 1957 roku, Goddard rozpatrywał sprawę niezastosowania się do nakazań sądu. Oskarżonymi byli magazyn Newsweek oraz sklep WH Smith, które to 1 kwietnia, podczas procesu Adamsa, odpowiednio opublikowali i rozpowszechnili materiały silnie obarczające lekarza. W gazecie zamieszczone były dane głoszące, że liczba ofiar Adamsa sięgała nawet czterystu. Obydwie firmy ukarano grzywną w wysokości pięćdziesięciu funtów.
12 lutego 1957 roku, tuż przed rozpoczęciem procesu Adamsa, Gwynne'owi nadano tytuł rycerza. Adams był ostatecznie uniewinniony z jednego zarzutu, a drugi został kontrowersyjnie wycofany. Gwynne oziębił swoją relację z Adamsem i nawet podczas dochodzenia wyznał policji, że Adams chciał być pochowany w trumnie wysadzonej ołowiem. Ta niecodzienna procedura była zwykle stosowana, aby uchronić powierzchnię wód gruntowych przed zanieczyszczeniem, lub w celu zachowania dowodów, gdyby potrzebna była ekshumacja.
Podczas dochodzenia w sprawie Adamsa, pewien dziennikarz napisał o pociągu seksualnym Adamsa wobec członka lokalnej policji i sędziego. Cullen twierdzi, że rzekomym sędzią był Gwynne. Mimo tego, że homoseksualizm był wówczas prawnie zabroniony, policja nie wszczęła dalszego postępowania.

## Ostatnie lata
W 1963 Gwynne popadł w depresję i doznał udaru mózgu. Od tamtej pory pozostawał pod opieką oddziału Sądu Ochrony, co uniemożliwiło mu kontrolowanie własnych posiadłości i pieniędzy.
Gwynne zmarł 15 listopada 1971, w domu opieki, w wieku 89 lat. Akt zgonu został podpisany przez Adamsa. W testamencie Gwynne pozostawił swój majątek, wart około 1,7 miliona funtów, przyjacielowi Sir Dingwallowi Batesonowi.